# Dövény
Dövény község Borsod-Abaúj-Zemplén vármegyében, a Putnoki járásban.

## Fekvése
Aggtelektől 17 kilométerre délre, Kazincbarcikától 15 kilométerre északra, a vármegyeszékhely Miskolctól 35 kilométerre északnyugatra fekszik, a Szuha-patak völgyében.
A környező települések: észak felől Zubogy, északkelet felől Felsőkelecsény, délkelet felől Jákfalva (2 km), dél felől Sajókaza és Sajógalgóc, délnyugat felől Putnok, északnyugat felől pedig Alsószuha (5 km). A legközelebbi városok: Rudabánya (kb. 15 km) és Kazincbarcika (kb. 20 km).

### Megközelítése
Csak közúton érhető el, Jákfalva vagy Alsószuha érintésével, a 2605-ös úton.

## Története
Dövény (Devény) nevét a 14. században említik először, 1325-ben Dewen, Dyuin alakban. 1325 előtt részben Kemen ispán birtoka volt. Annak utód nélküli halála után a Rátót nemzetségből való Purch István fia László, az egykori bán kezére került, aki a birtokot domonyai és abaúji birtokrészeivel együtt unokatestvérének, Kokos fia János mesternek adta el 60 ezüst márkáért.
A lakosság szőlőtermesztéssel foglalkozott. A török kifosztotta, 1580-tól évekig lakatlanul állt.
2000-ben a millennium tiszteletére emlékparkot hoztak létre a falu központjában.

## Közélete

### Polgármesterei
- 1990–1994: Szarka Miklós (független)[3]
- 1994–1998: Szarka Miklós (független)[4]
- 1998–2002: Huhák Imre (független)[5]
- 2002–2006: Huhák Imre (független)[6]
- 2006–2010: Huhák Imre (független)[7]
- 2010–2013: Huhák Imre (független)[8]
- 2013–2014: Szentgyörgyi Veronika (független)[9][10]
- 2014–2019: Szentgyörgyi Veronika (független)[11]
- 2019–2024: Szentgyörgyi Veronika (független)[12]
- 2024– : Szentgyörgyi Veronika (független)[1]

A településen 2013. április 21-én időközi polgármester-választást tartottak, az előző polgármester halála miatt.

## Népesség
A település népességének változása:
| Lakosok száma | 310  | 316  | 301  | 257  | 263  | 272  | 264  |
|               | 2013 | 2014 | 2015 | 2021 | 2022 | 2023 | 2024 |

2001-ben a település lakosságának 87%-a magyar, 13%-a cigány nemzetiségűnek vallotta magát.
A 2011-es népszámlálás során a lakosok 87,8%-a magyarnak, 13,5% cigánynak, 0,3% németnek mondta magát (12,2% nem nyilatkozott; a kettős identitások miatt a végösszeg nagyobb lehet 100%-nál). A vallási megoszlás a következő volt: római katolikus 40,3%, református 23,8%, evangélikus 1,3%, görögkatolikus 1%, felekezeten kívüli 6,6% (24,4% nem válaszolt).
2022-ben a lakosság 92,4%-a vallotta magát magyarnak, 7,6% cigánynak, 0,4% örménynek, 0,4% németnek, 1,9% egyéb, nem hazai nemzetiségűnek (7,6% nem nyilatkozott; a kettős identitások miatt a végösszeg nagyobb lehet 100%-nál). Vallásuk szerint 32,3% volt római katolikus, 20,5% református, 1,5% görög katolikus, 4,2% egyéb keresztény, 0,4% evangélikus, 6,1% felekezeten kívüli (34,2% nem válaszolt).

## Nevezetességei
- Református templom
- Jézus Szíve iskolakápolna
- Millenniumi emlékpark